# Narciso de Esténaga y Echevarría
Narciso de Esténaga y Echevarría (* 29. Oktober 1882 in Logroño; † 22. August 1936 in Peralvillo) war Bischof und Seliger der römisch-katholischen Kirche in Spanien.

## Leben
Nach seiner Priesterweihe 1905 wurde er 1922 zum Prälat der Territorialprälatur Ciudad Real und Titularbischof von Dora ernannt. Am 26. Juli 1923 empfing er durch Kardinal Enrique Reig y Casanova die Bischofsweihe. Dieses Amt hatte er bis zu seinem Tod im Spanischen Bürgerkrieg 1936 inne. Zusammen mit seinem Sekretär, Julio Melgar Salgado, wurde er am 22. August 1936 ermordet.
Am 28. Oktober 2007 wurde er in Rom mit anderen Opfern des Spanischen Bürgerkrieges von Benedikt XVI. seliggesprochen.